# Ferdinand Fabre
Pour les articles homonymes, voir Fabre.
Ferdinand Simon Fabre né à Bédarieux le 9 juin 1827 et mort à Paris le 11 février 1898 est un écrivain français.

## Biographie
Ferdinand Fabre est né à Bédarieux dans la haute vallée de l’Orb, dans le département de l'Hérault, source d'inspiration de ses romans. Poussé par sa mère, il entre au petit séminaire de Saint-Pons-de-Thomières et, en 1847, au grand séminaire de Montpellier. Son oncle, Fulcrand Fabre (né en 1804), curé de Camplong, est évoqué dans ses livres. La description de son expérience des milieux ecclésiastiques fournit plus généralement un autre thème de ses romans.
En 1849, il renonce à la prêtrise pour aller étudier à Paris. En 1853, il obtient un poste d'inspecteur des bibliothèques à Calais. Il quitte finalement l'administration et se consacre entièrement aux lettres. Il vient vivre à Paris où il fréquente les milieux artistiques, en particulier Hector Malot et le peintre Jean-Paul Laurens, dont il publie une biographie.

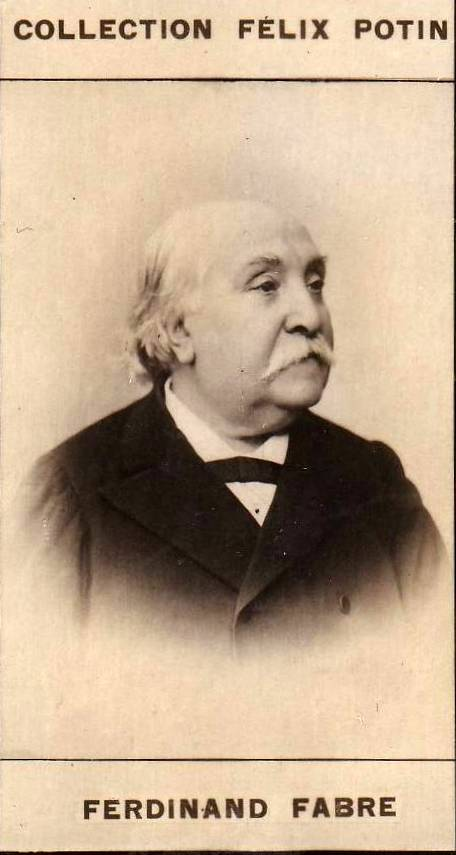
Ferdinand Fabre vers 1900, collection Félix Potin.

En 1862, Ferdinand Fabre épouse à Paris Hermance Charlotte Bourdier de Beauregard (1831, Auch - 1919, Paris). En 1858 naît sa fille, Valentine Clotilde Fabre (morte en 1942), qui épousera en 1885 Ferdinand Auguste Emile Duviard (1859-1949) et auront un fils, Ferdinand Duviard (1889-1965) écrivain et espérantiste, et une fille Henriette Léonie Duviard (1895-1974). En 1885, lors du mariage de sa fille, Ferdinand Fabre est déclaré conservateur à la bibliothèque Mazarine à Paris.
Il est candidat à deux reprises à l'Académie française, sans succès ; deux voix lui manquant la seconde fois.

## Œuvres

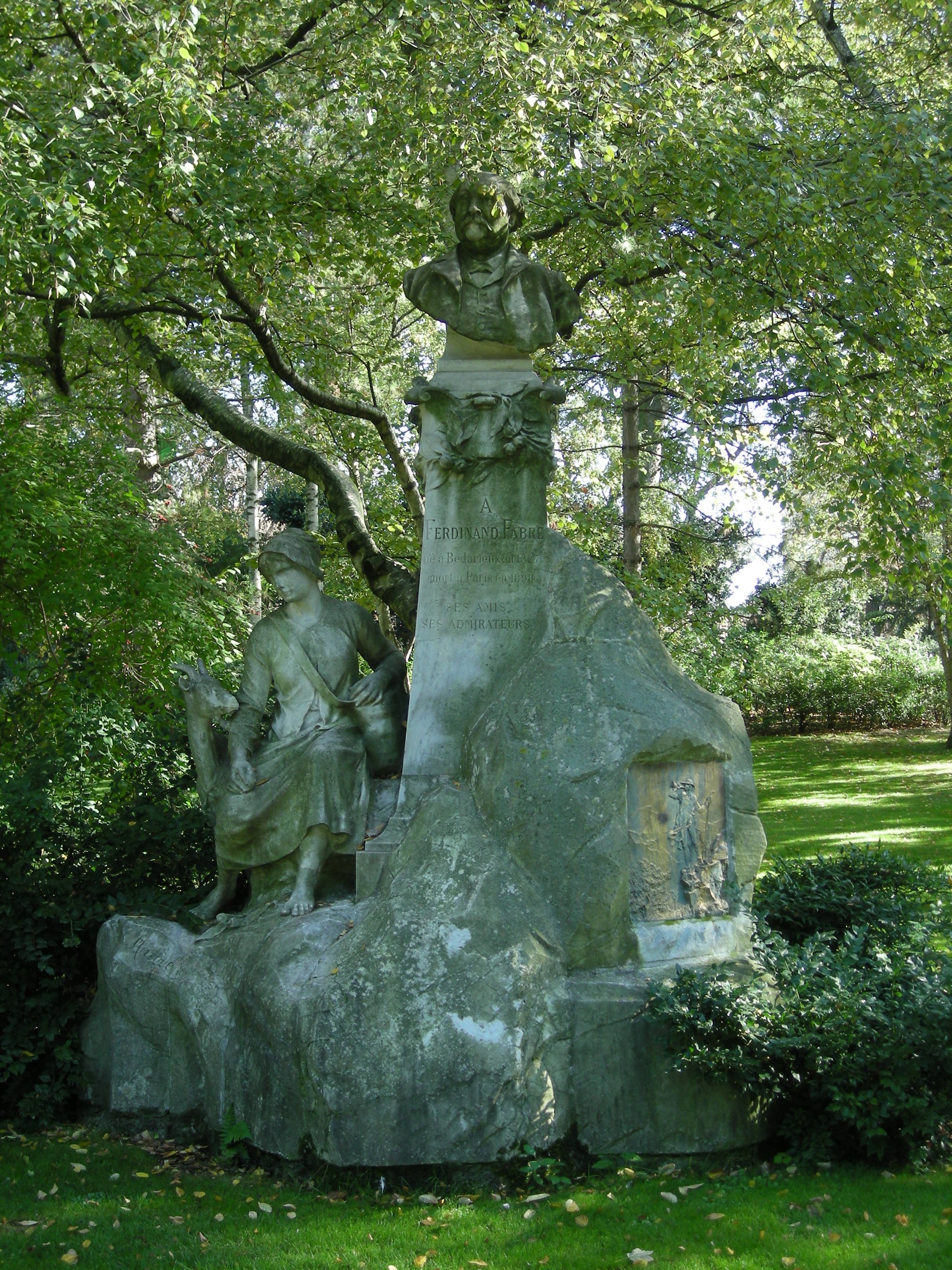
Laurent Marqueste, Monument à Ferdinand Fabre (1880), Paris, jardin du Luxembourg.

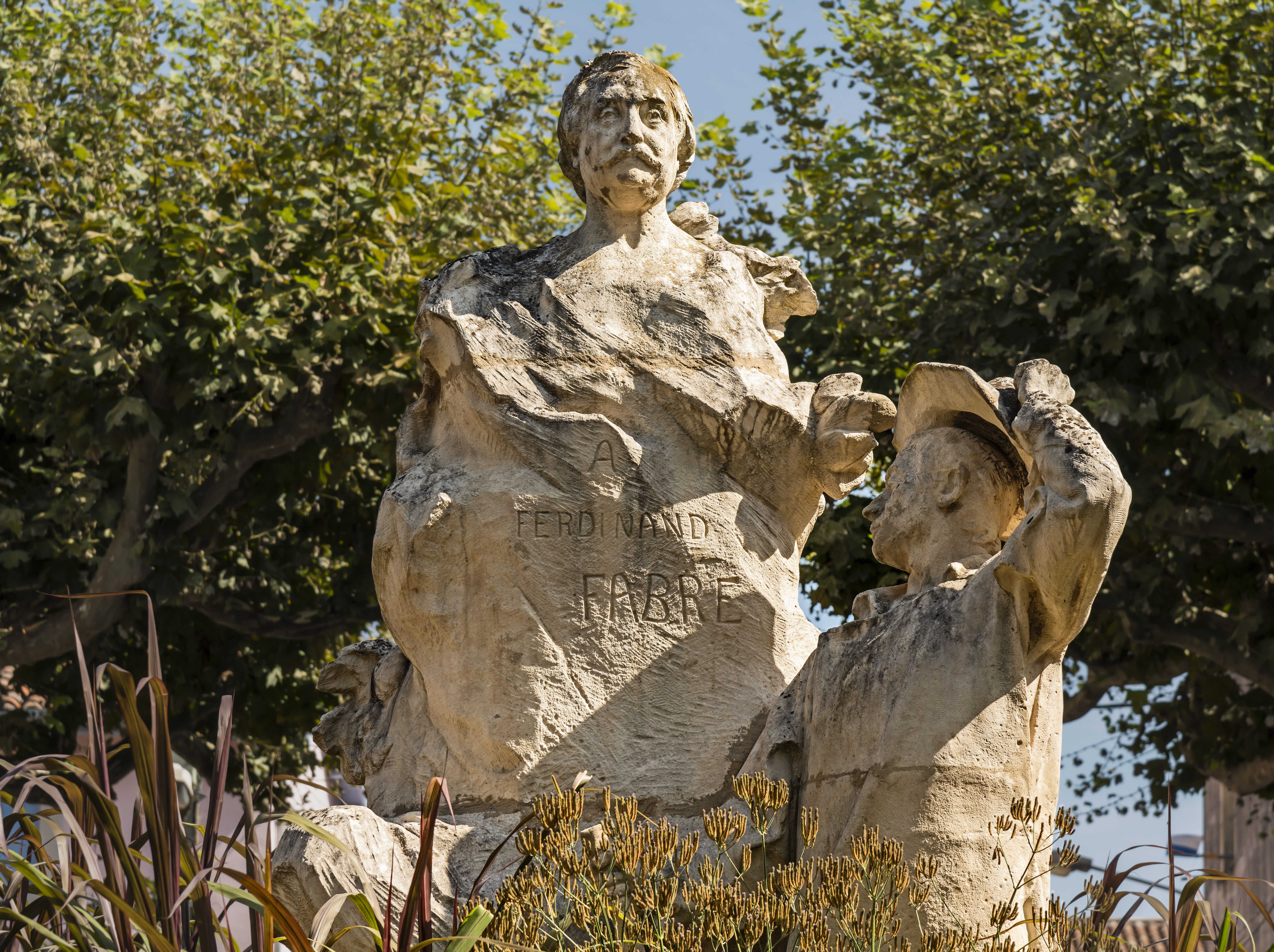
Jacques Villeneuve, Monument à Ferdinand Fabre (1906), détail, Bédarieux.

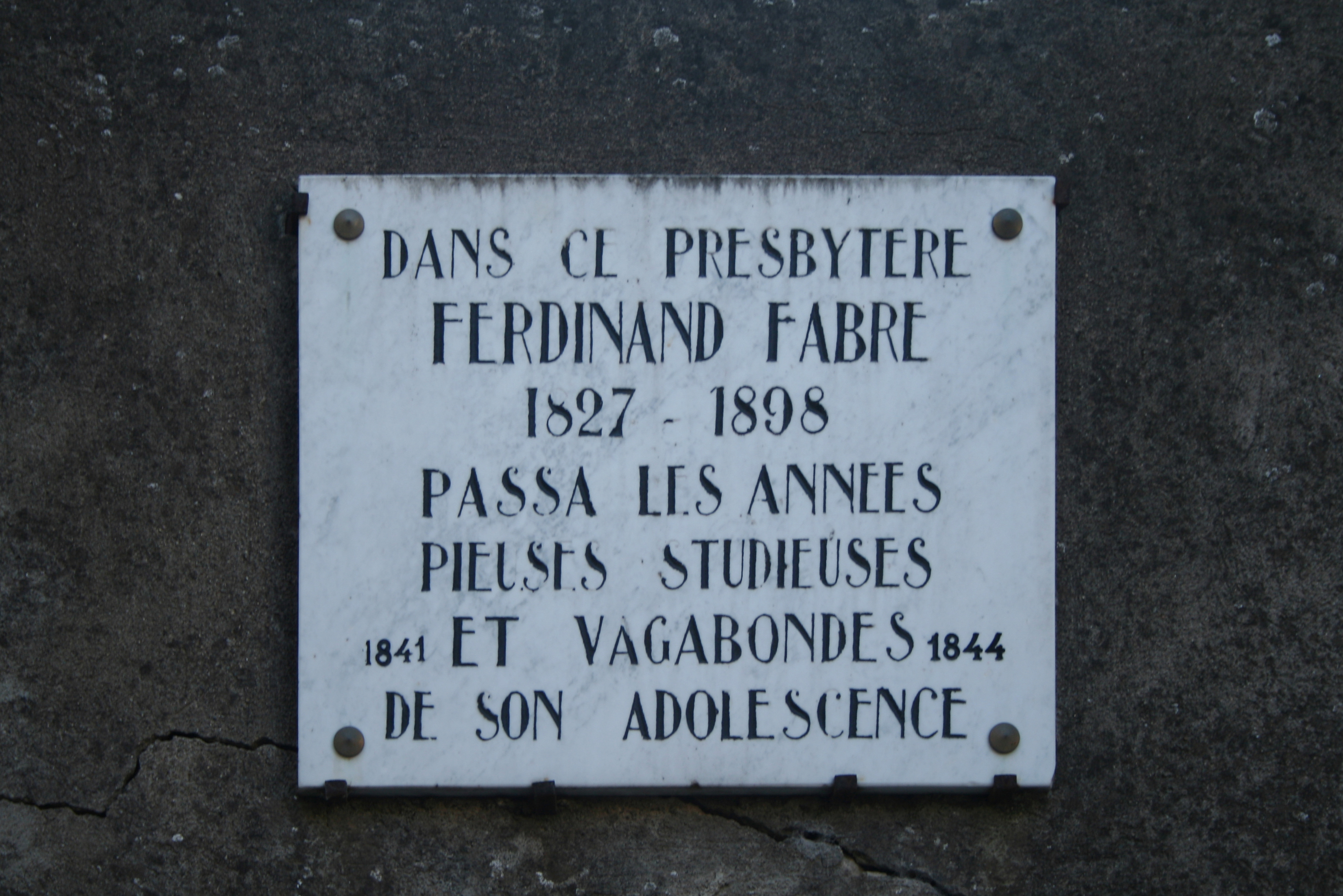
Plaque commémorative sur le presbytère de Camplong (Hérault).

- Feuilles de lierre, Paris, G. Charpentier, 1853, 252 p. (BNF 30413488, lire en ligne).
- Les Courbezon : scènes de la vie cléricale  (ouvrage couronné par l'Académie Française. Je dédie ce livre à Monsieur le Baron Paul de Richement), Paris, E. Dentu, 1862 (réimpr. 1879), XI-434 p. (BNF 30413484, lire en ligne).
- Julien Savignac : scènes de la vie cléricale  (Je dédie ce livre à Casimir Destrem, peintre), Paris, G. Charpentier, 1863 (réimpr. 1879), 302 p. (BNF 30413491, lire en ligne).
- Mademoiselle de Malavieille, Paris, L. Hachette, 1865, 406 p. (BNF 30413500, lire en ligne).
- Le Chevrier : scènes de la vie rustique, Paris, L. Hachette, 1867, 402-12 p. (BNF 30413481, lire en ligne).
- Un grand coupable, Paris, aux bureaux du journal Le Soir, 1872, 148 p. (BNF 30413518).
- L'Abbé Tigrane : candidat à la Papauté  (Je dédie ce livre à Jean Paul Laurens, peintre), Paris, E. Dentu, 1873 (réimpr. 1877.), 2e éd., 308 p. (BNF 3041347, lire en ligne).
- Barnabé  (Je dédie ce livre à Hector Malot), Paris, E. Dentu, 1873, 402 p. (BNF 30413479, lire en ligne).
- Le Marquis de Pierrerue  (I. La Rue du Puits-qui-parle ; II. Le Carmel de Vaugirard), Paris, E. Dentu, 1874 (BNF 30413502).
- La Petite Mère : La Paroisse du Jugement Dernier  (Je dédie ce livre à Charles Edmond), Paris, E. Dentu, 1877, 398 p. (BNF 3041350, lire en ligne).
- Le Roman d'un peintre  (biographie de Jean-Paul Laurens. Je dédie ce livre à Antonin Mulé), Paris, G. Charpentier, 1878, 308 p. (BNF 30413512, lire en ligne).
- L'Hospitalière : drame rustique en cinq journées, Paris, G. Charpentier, 1880, 249 p. (BNF 30413490, lire en ligne).
- Mon Oncle Célestin : mœurs cléricales  (Lunas et la Saint-Fulcran de Lodève), Paris, G. Charpentier, 1881, 479 p. (BNF 30413504).
- Lucifer, Paris, G. Charpentier, 1885 (BNF 41644867).
- Le Roi Ramire : comédie en 3 actes, Paris, G. Charpentier, 1884, 340 p. (BNF 30413511).
- Monsieur Jean, Paris, Alphonse Lemerre, 1886, 305 p. (BNF 32088180, lire en ligne).
- Toussaint Galabru, Paris, G. Charpentier, 1887, 371 p. (BNF 30413517, lire en ligne).
- Madame Fuster, Paris, G. Charpentier, 1887, 527 p. (BNF 30413510).
- Ma Vocation  (séjour de l'auteur au séminaire de Montpellier), Paris, Alphonse Lemerre, 1889, 444 p. (BNF 30413498, lire en ligne).
- Un illuminé : 2e mille, Paris, G. Charpentier, 1890, 414 p. (BNF 30413519).
- Germy, Paris, G. Charpentier et E. Fasquelle, 1891, 225 p. (BNF 30413489).
- L'Abbé Roitelet  (ill. J.P. Laurens, Je dédie ce très doux souvenir du pays natal à M. Xavier Charmes, membre de l'Institut), Paris, G. Charpentier, 1890, 215 p. (BNF 30413470, lire en ligne).
- Norine, Paris, G. Charpentier, 1889, 300 p. (BNF 30413507).
- Xavière  (ill. Boutet de Monvel), Paris, Boussod, Valadon et Cie, 1890, 184 p. (BNF 3041352).
- Nouvelles cévenoles, Paris, H. Gautier, 1890, 36 p. (BNF 30413508).
- Sylviane, 1892.
- Mon ami Gaffarot, Paris, A. Collin, 1895, 332 p. (BNF 30413503).
- Taillevent, Paris, C. Lévy, 1897, 332 p. (BNF 3041351, lire en ligne).
- Ma jeunesse : Mon cas littéraire. Mgr Fulgence  (séjour de l'auteur au séminaire de Montpellier), Paris, Charpentier, 1903, 332 p. (BNF 30413497).

## Réception critique
- Jules Lemaître : « Ferdinand Fabre est un peintre incomparable des prêtres et des paysans. C'est qu'il a eu deux nourrices, la montagne et l'Église[5]. »

## Ferdinand Fabre dans la culture
- Le Chevrier, drame lyrique en cinq actes d'Émile Goué sur un livret de Maurice Audubert-Boussat.
- Xavière, idylle dramatique en 3 actes d'après le roman de Ferdinand Fabre, musique de Théodore Dubois, livret de  Louis Gallet, partition avec une réduction pour piano chez Gallica.
- Monument à Ferdinand Fabre, 1880, groupe en pierre, Paris, jardin du Luxembourg, œuvre du sculpteur Laurent Marqueste. Le buste de Ferdinand Fabre est accompagné d'une bergère et d'une chèvre.
- Monument à Ferdinand Fabre, 1906, groupe en pierre, Bédarieux, sa ville natale, œuvre du sculpteur Jacques Villeneuve (1863-1933). Un berger salue l'écrivain entouré d'un chien et d'une chèvre.

## Distinctions
Ferdinand Fabre est nommé chevalier de la Légion d'honneur le 5 août 1878, puis promu officier du même ordre le 8 février 1894,.

## Hommages
- Rue Ferdinand-Fabre dans le 15e arrondissement de Paris.
- Rue Ferdinand Fabre à Montpellier.
- Rue Ferdinand Fabre à Bédarieux.